# Còrsega i Sardenya
La província romana de Còrsega i Sardenya (llatí: Corsica et Sardinia) fou una província romana que agrupava les illes de Còrsega i Sardenya, cedides per Cartago al segle iii aC, després de la Primera Guerra Púnica.
La importància estratègica de les dues places, situades enmig del Mediterrani, van fer d'aquesta província un objectiu militar per als cartaginesos, amb diverses incursions, i posteriorment també per als romans. Eren també lloc de desterrament per als militars i polítics imperials.
La província va ser conquerida pels vàndals el 456. Belisari va reconquerir-la a principis del 534. Tanmateix, l'Imperi Romà d'Orient no va poder conservar-la per la gran quantitat de fronts oberts al mateix temps, de manera que segles després Còrsega fou presa pels longobards i Sardenya esdevingué gradualment independent.

## Història
Els romans van haver de fer diverses campanyes per dominar l'illa. El 235 aC, el cònsol Manli Torquat va aconseguir dominar bona part de l'illa, però els cònsols següents tornaven a combatre contra els sards. El 233 aC la conquista es va considerar completa, però, de fet, les tribus de l'interior restaven independents. L'illa es va integrar com a província (més tard s'hi afegiria Còrsega), que era governada per un pretor. Entre els més destacats dels pretors de Sardenya hi hauria Cató el Vell (198 aC), Quint Antoni Balb (abans del 82 aC), Marc Aci Balb (abans del 59 aC) i Marc Emili Escaure (55 aC).
El període romà a Sardenya començà amb una gran inestabilitat. L'any 215 aC, mentre Hanníbal Barca envaïa la península Itàlica, el cabdill sardopúnic Hampsícoras s'alià amb les poblacions nuràgiques de l'interior i dirigí la resistència antiromana, però ell i el seu fill Hiost foren derrotats en la batalla de Cornus pel mateix Manli Torquat que havia conquerit l'illa vint anys enrere. Durant molt de temps la dominació romana fou amenaçada per la difícil convivència amb els nuràgics. Gradualment s'aconseguí una certa integració, si bé les revoltes foren constants, particularment les dels bàlars i els iliencs, derrotats el 177 aC pel cònsol Semproni Grac i el 114 aC pel procònsol Cecili Metel. A partir del segle i aC, no consten més sublevacions de tribus locals, per bé que l'illa no seria pacificada fins a l'època imperial, si bé la regió interior i muntanyenca de la Barbagia (llatí: Barbaria) encara mantendria la resistència, restant sovint fora del control romà directe.
Durant les guerres civils romanes, Juli Cèsar va visitar l'illa el 46 aC i va castigar a la ciutat de Sulcos pel suport a Nasidi, almirall de Pompeu, mentre que Càralis fou premiada per haver fet fora Marc Aureli Cota (ru), el governador nomenat per Pompeu. Més tard, Menodor, lloctinent de Sext Pompeu, ocupà l'illa, i Pompeu la va controlar en virtut del tractat de Misè (en) (39 aC), fins que va ser derrotat tres anys més tard.

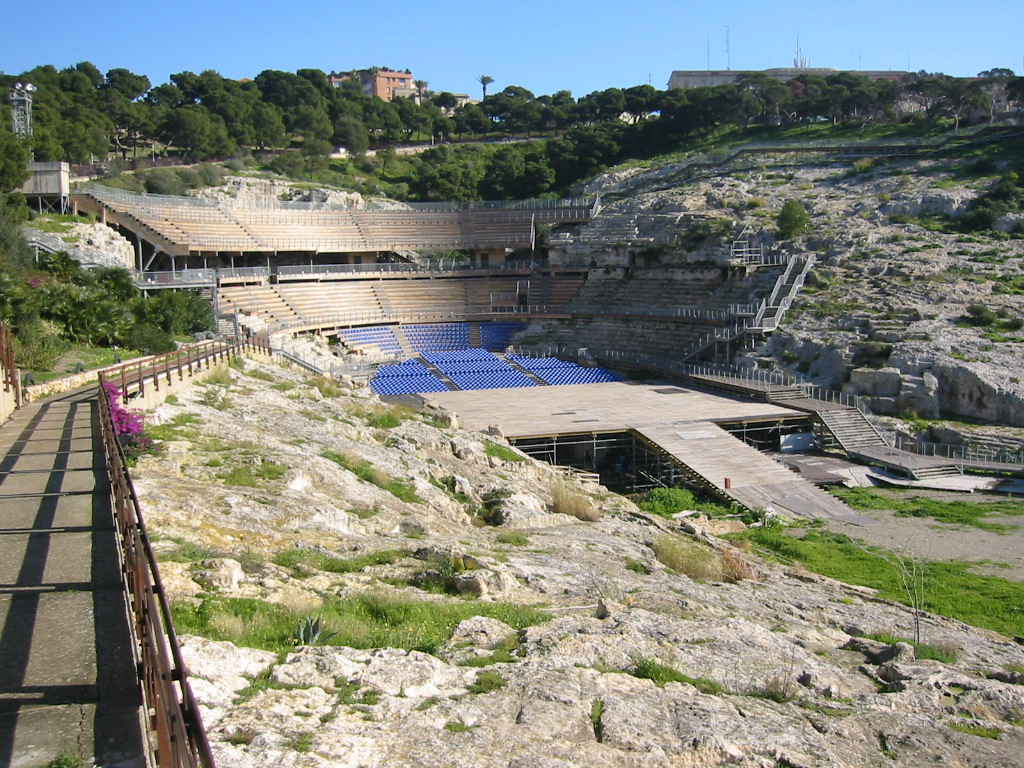
Amfiteatre romà de Càller

Els centres més importants de l'illa es romanitzaren aviat, i Càlaris esdevingué la capital de la nova província romana de Sardenya. Al nord de Sardenya, els romans fundaren el port de Torre de Libisó, actual Porto Torres, i feren créixer la petita ciutat d'Òlbia, ara primordial per a la connexió amb Itàlia. Roma va desenvolupar una xarxa de carreteres organitzada que facilitava el desplaçament de les tropes i dels comerciants i permetia la comunicació entre els centres septentrionals i meridionals; al mig, s'hi fundà Fòrum de Trajà (l'actual Fordongianus), que esdevingué el principal centre militar de l'illa i que, al segle i, fou dotat d'un complex termal. Els romans van aprofitar abundantment els recursos de Sardenya, que va arribar a ser un dels graners de l'imperi, juntament amb Sicília i Egipte, a causa de les seves abundants collites de blat d'alta qualitat. Es van construir amfiteatres, i posteriorment la religió cristiana es va difondre a Sardenya a causa de l'arribada de 4.000 jueus i cristians exiliats, dissidents del culte imperial. Quan l'imperi es va afeblir, la presència de tropes romanes va començar a declinar. Malgrat la resistència indígena dels primers segles, el llarg període de dominació comportarà la romanització de la població; l'herència cultural més important d'aquest període és la llengua sarda, pertanyent a la família neollatina i composta per diversos dialectes.
El 455, el Regne Vàndal conquerí Sardenya, que, d'aquesta manera, cessà la seva pertinença a l'Imperi Romà.